# Mercado Municipal (Baucau)

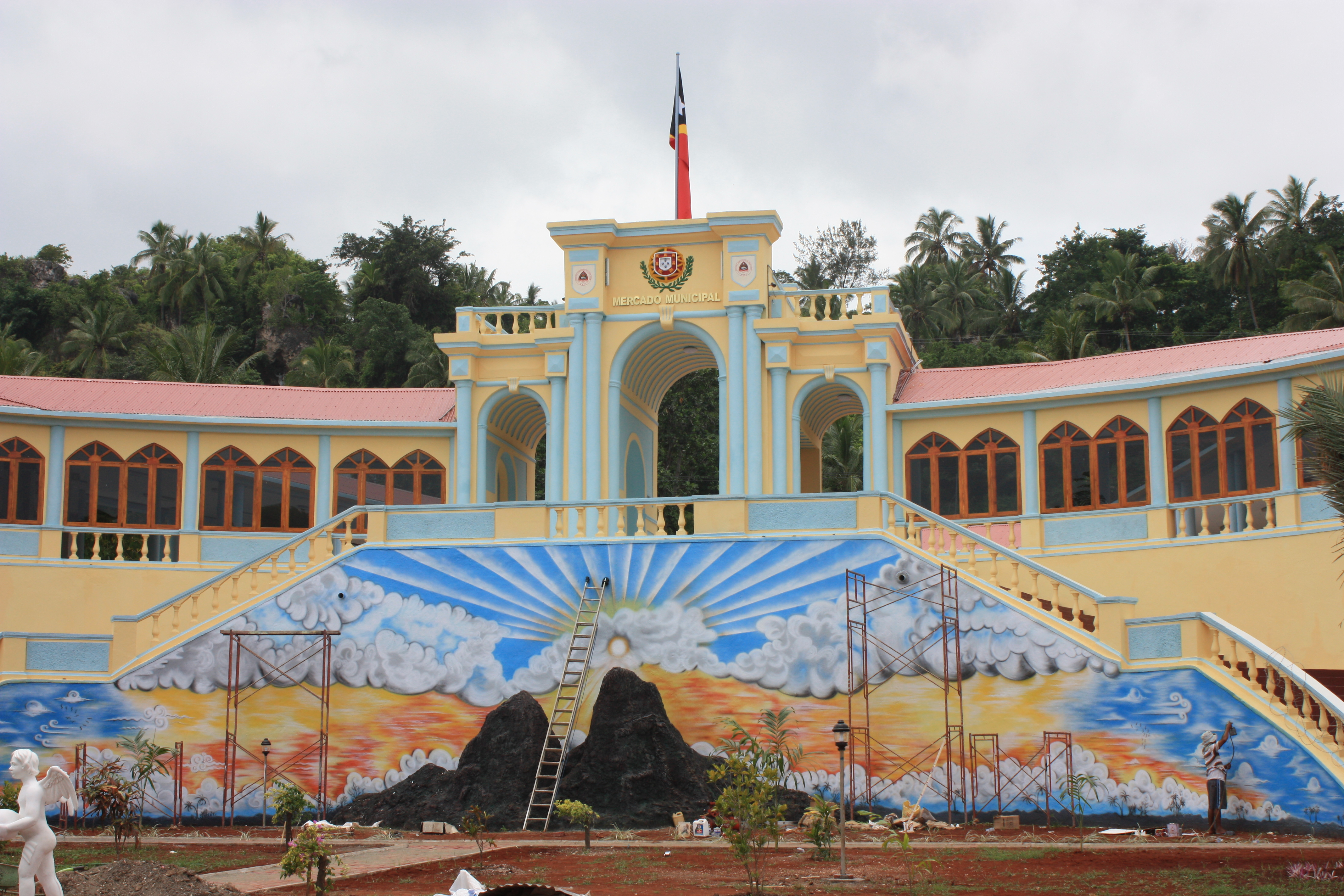
Der Mercado Municipal nach der Renovierung (2014)

Der Mercado Municipal von Baucau ist das alte Marktgebäude der zweitgrößten Stadt Osttimors und dient heute als Kongress- und Ausstellungszentrum. Es liegt im Suco Bahu, in der Altstadt Baucaus.

## Geschichte

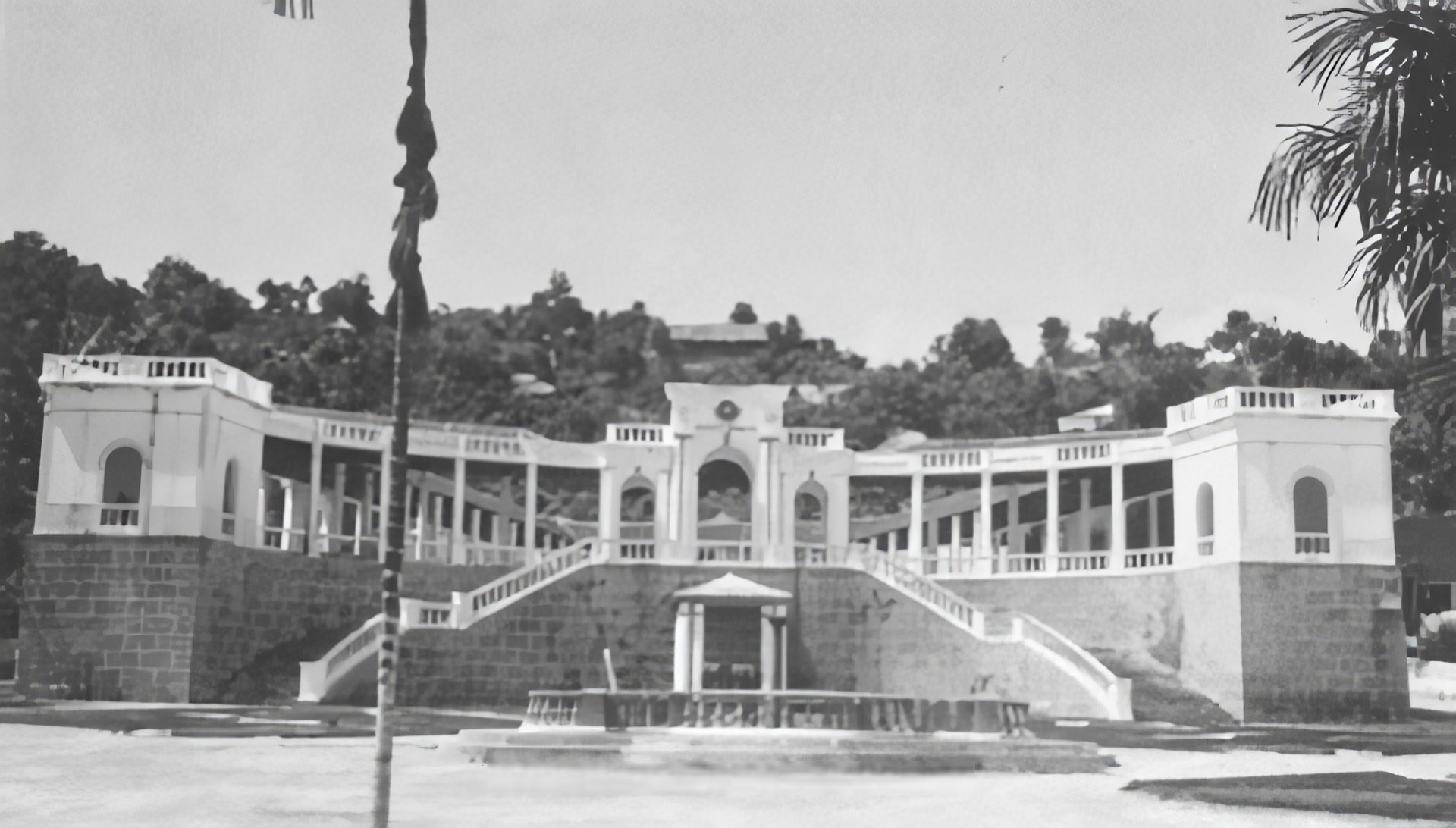
Der Markt vor 1940

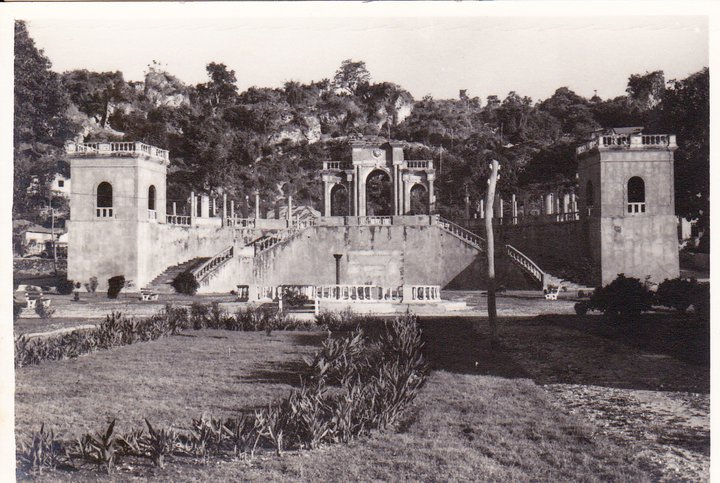
Der Markt nach den Zerstörungen im Zweiten Weltkrieg (1970)

Das Marktgebäude wurde ursprünglich unter Leutnant Armando Eduardo Pinto Correia erbaut, dem Administrator der Militärkommandantur Baucau von 1928 bis 1934. Er ist auch für andere eindrucksvolle, koloniale Bauten in der heutigen Gemeinde verantwortlich, wie zum Beispiel den Schulen von Vemasse (Escola do Reino de Vemassim) und Venilale (Escola do Reino de Venilale).
Im Oktober 1932 wurde der Markt eröffnet und zog aufgrund seiner Größe und aufwendigen Gestaltung die Kritik der Regierungsstellen auf sich. Der französisch beeinflusste Stil (Afrancesado) wurde in Europa für landwirtschaftliche Messen und Ausstellungen um die Jahrhundertwende entworfen. Das Gebäude selbst steht an einen Hang und umschließt mit einer U-Form einen größeren Innenhof. Dessen nördlicher Abschluss bildet eine bogenförmigen Galerie, deren Arkaden früher offen waren und so für eine natürliche Belüftung sorgten. Unterhalb der Galerie liegt ein kleiner Park. Zwei monumentale Treppen führen zum Zentralportal der Galerie, deren Enden links und rechts jeweils ein Turm bildet, der die Galerie mit dem „U“ des rückwärtigen Gebäudes verbindet. Das Portal der Galerie krönt das Wappen Portugals, flankiert von zwei weiteren Wappenschildern, die der Zahn der Zeit bereits in der zweiten Hälfte des 20. Jahrhunderts gelöscht hatte. Nur die Umrisse blieben erkennbar.
Im Zweiten Weltkrieg wurde es teilweise zerstört und erst nach 1970 wieder aufgebaut. Während der Krise von 1999 wurde das Gebäude erneut verwüstet und unnutzbar. 2009 wurde verkündet, dass portugiesische Gemeinden Baucau bei der Renovierung des Marktgebäudes unterstützen wollen. Das Staatssekretariat für Kultur plante aus dem Marktgebäude ein regionales Kulturzentrum zu machen. Enthalten sollte es eine kleine Bücherei mit Internetanschluss und verschiedenen Ausstellungen. Der zentrale Bereich sollte für Vorführungen, Konferenzen und Ausstellungen genutzt werden. Auch der kleine Park vor dem Gebäude wurde wieder hergerichtet. Am 13. Februar 2014 wurde das Kulturzentrum eröffnet. Das ehemals weiß getünchte Gebäude ist nun in gelb und blau gestrichen. Die große Fläche an dem Treppenaufgang ziert ein monumentales Wandgemälde mit dem Doppelgipfel des Matebians, Baucaus heiliger Berg. Die Arkaden sind nun mit Fenstern verschlossen. Neben dem Wappen Portugals ziert nun links und rechts jeweils das Wappen Osttimors das Hauptportal. Die Flagge Osttimors steht am höchsten Punkt des Gebäudes.
Im Wasserbecken im kleinen Park stand bereits in den 1970ern nur eine einzelne Stele, möglicherweise die Reste einer größeren Struktur. Zwischen 1991 und 2002 wurden auf ihr vier Putten angebracht und auf die Spitze eine steinerne Laterne gesetzt. Zwischen 2006 und 2011 wurde die Laterne abgebrochen und die Engel umgestoßen. Heute ist die Stele bunt bemalt, mit einer Lotusblüte an der Spitze.

## Galerie

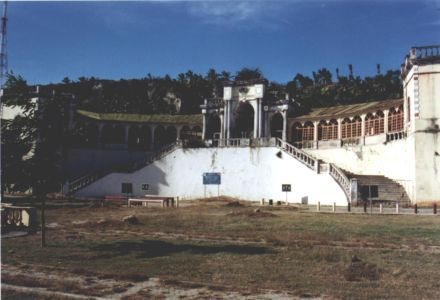
2002 nach den erneuten Zerstörungen von 1999
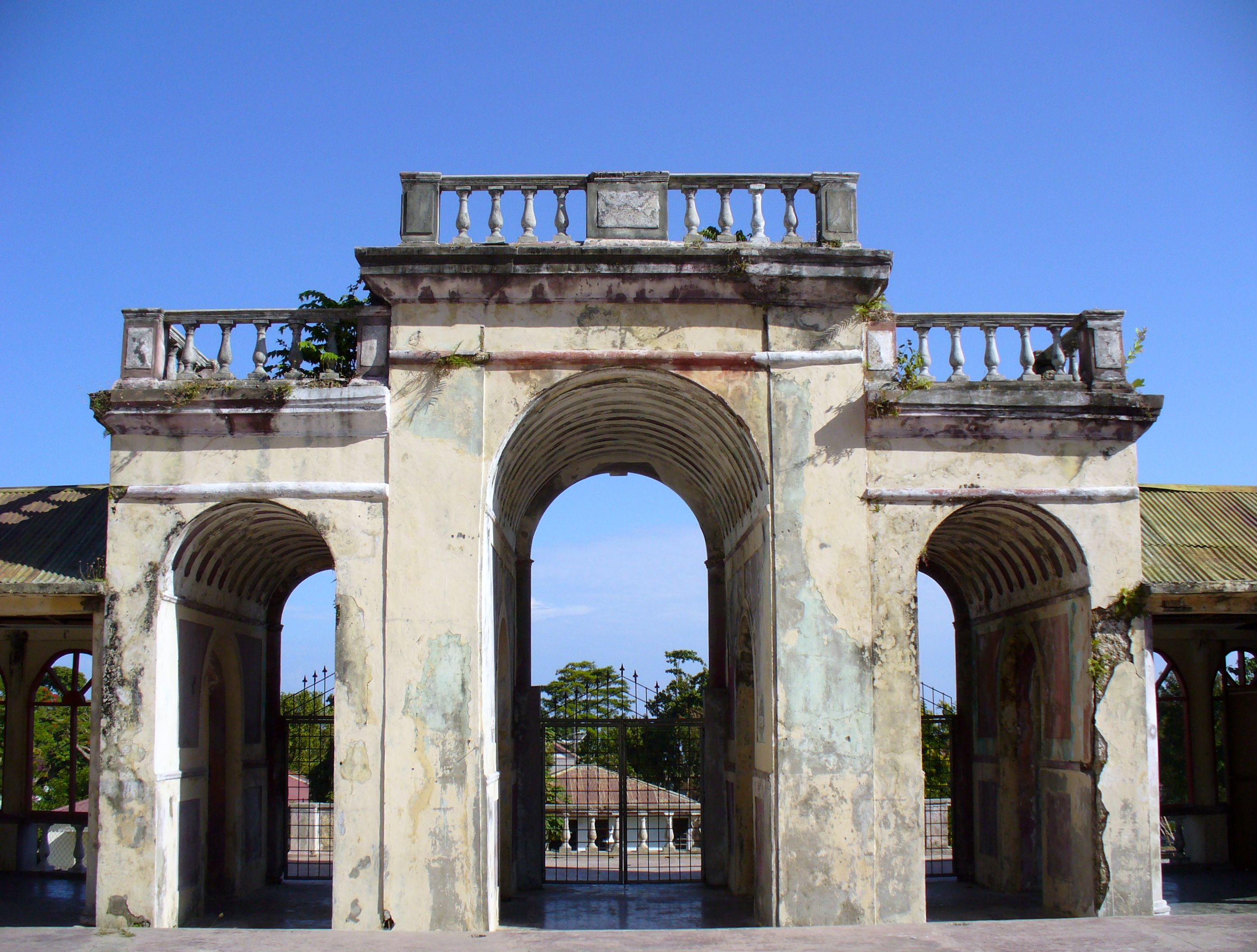
Das Portal des Marktes 2006
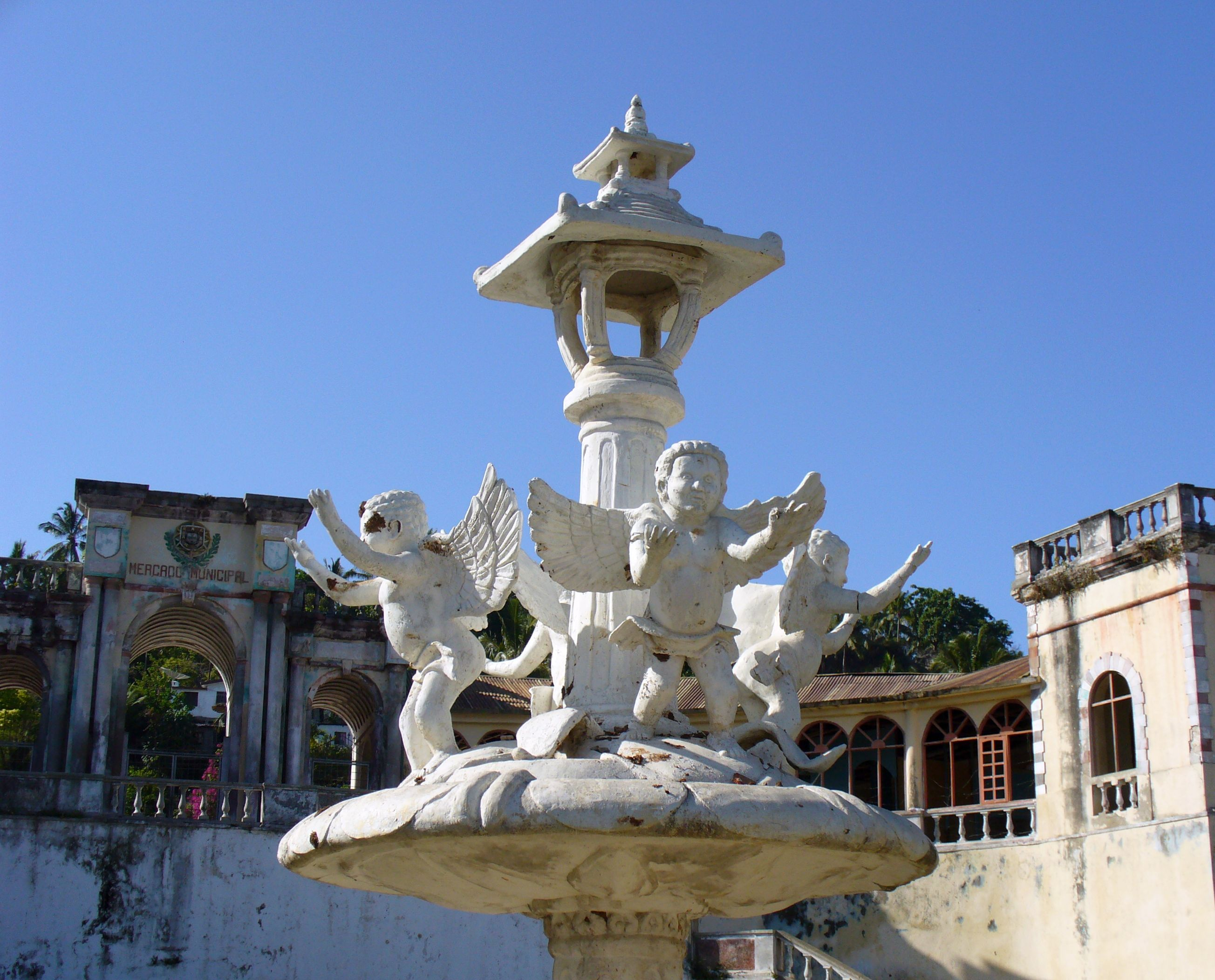
Der Brunnen vor dem Markt 2006
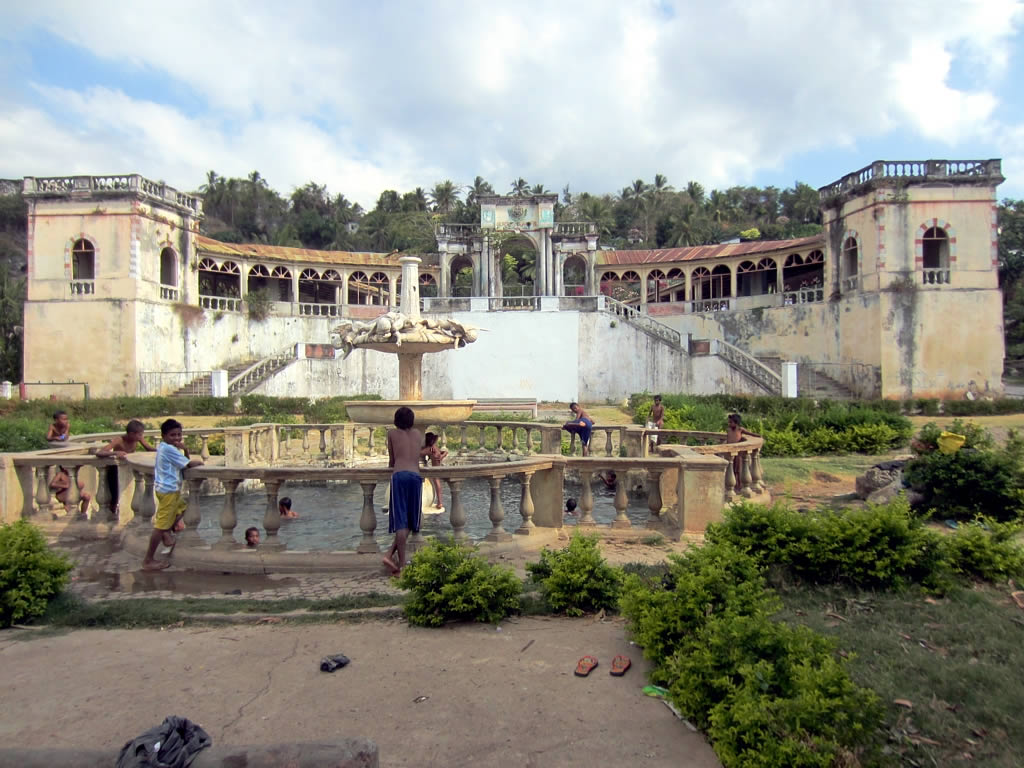
2011 ist auch der Brunnen kaputt